# Hanumantha Pura, Shimoga
Hanumantha Pura là một làng thuộc tehsil Shimoga, huyện Shimoga, bang Karnataka, Ấn Độ.